# 乳房痛
乳房痛（にゅうぼうつう）とは、患者が何らかの原因で、乳房に疼痛を感じている状態である。

## 原因
乳房痛の原因は、色々と有り得る。例えば乳腺症が原因の場合もあれば、乳腺などに細菌感染などによって乳腺炎が発生した結果である場合や、何らかの器質的な異常のために起きた場合なども挙げられる。ただし、肋間神経痛などは全く別な問題として、単なる乳房痛と鑑別する必要を有する。
なお、狭義で「乳房痛」と言った場合には、乳腺などには何ら異常が出ておらず、また、肋間神経痛でもないのに、本人が乳房に痛みを感ずる場合を指す。したがって、狭義の乳房痛で考えた場合、乳腺症などは外れる。

## 疫学
狭義の乳房痛は、片側の乳房の疼痛である場合が多いものの、稀に、両側の乳房に疼痛が出る場合も有る。また、狭義の乳房痛は若年女性に多いものの、男性に発生する事例も有る。